# Locketiella parva
Locketiella parva är en spindelart som beskrevs av Alfred Frank Millidge och Anthony Russell-Smith 1992. Locketiella parva ingår i släktet Locketiella och familjen täckvävarspindlar. Inga underarter finns listade i Catalogue of Life.